# Camblain l'Abbe Communal Cemetery
Camblain l'Abbe Communal Cemetery is een begraafplaats gelegen in de Franse plaats Camblain-l'Abbé (Pas-de-Calais). De militaire graven worden onderhouden door de Commonwealth War Graves Commission.
De begraafplaats telt 3 geïdentificeerde Gemenebest graven uit de Tweede Wereldoorlog.